# Srednjovjekovni nizozemski jezik
Srednjonizozemski jezik (ISO 639-3: dum, prethodno je označavao jezik gonja) povijesni jezik koji se govorio između 1150 (ili ranije, 1050) pa do najkasnije 1500. na području današnje Nizozemske i Belgije. Pripada donjofranačkoj skupini jezika iz kojeg se razvio suvremeni nizozemski jezik [nld].